# Иванов, Николай Иванович (актёр)
Николай Иванович Иванов (1811—1891) — русский актёр и известный провинциальный антрепренёр, сын московского фабриканта Бярдникова.

## Биография
Сначала был певчим в Костроме, а затем играл на крепостных местных сценах. Иванов — один из первых инициаторов русского частного театра. Всю свою долгую жизнь провёл в путешествиях, посетив почти все города России.
Столичные и провинциальные сцены обязаны Иванову многими талантливыми актёрами, начавшими свою деятельность под его руководством, в том числе: В. В. Самойлов, П. В. Васильев, А. А. Рассказов, Андреев-Бурлак и много других. Его «Воспоминания антрепренёра» напечатаны в «Историческом Вестнике» (1891 г., № 10-12). Последние годы жил в крайней нужде и умер в богадельне.